# آروانیوس
آروانیوس رودی در بخش جنوبی آخا، واقع در کشور یونان بوده و همچنین ریزابه‌ای از رود لادون است. آب‌های آن از سنگ‌های کربناته رشته کوه آروانیا (۱۵۰۰–۲۳۰۰ متر) می‌آید. بعد از ۱۲ کیلومتر، به لادوناس (پانگراتایکا کالیویا) در منطقه «هلونگوسپیلیا» (Χελωνοσπηλιά) می‌رسد.